# David Jones (politiker)
David Ian Jones, född 22 mars 1952 i Stepney i London, är en brittisk konservativ politiker. Han är ledamot av underhuset för Clwyd West sedan 2005.
Han var minister för Wales i regeringen Cameron från september 2012 till juli 2014.